# Katy Jurado

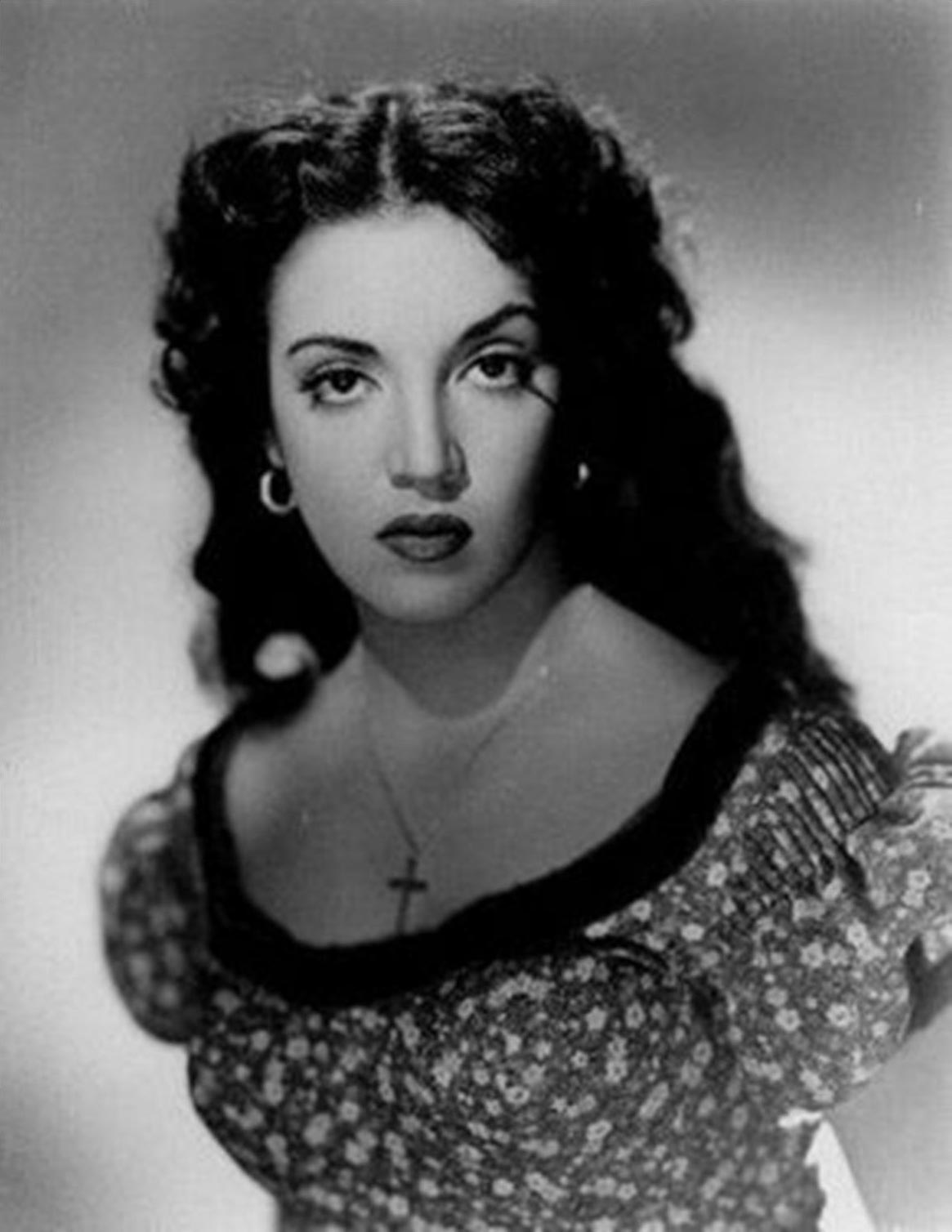
Katy Jurado, 1953.

Katy Jurado, eg. María Cristina Estela Marcela Jurado García, född 16 januari 1924 i Mexico City, död 5 juli 2002 i Cuernavaca, Morelos, var en mexikansk-amerikansk skådespelerska.
Hon föddes i en förmögen familj, vars egendomar senare konfiskerades av regeringen. Efter att ha medverkat i ett antal filmer i hemlandet kom hon till Hollywood som kåsör för mexikanska tidskrifter. Där upptäcktes hon av John Wayne och gjorde amerikansk filmdebut 1951 i Blod i sanden. Hon spelade sensuella och exotiska roller i en rad filmer, varav den mest minnesvärda är Sheriffen. Hon nominerades för en Oscar för bästa kvinnliga biroll i Den brutna lansen.
Jurado var gift två gånger, första gången med en mexikansk skådespelare, Víctor Velázquez (1939–1943) andra gången med skådespelaren Ernest Borgnine åren 1959-1964.  
Barn:   Victor Hugo Velázquez, Sandra Velázquez
Hon har en stjärna på Hollywood Walk of Fame vid adressen 7065 Hollywood Blvd.

## Filmografi (urval)
- Blod i sanden (1951)
- Den vita apachen (1953)
- Sheriffen (1952)
- Den brutna lansen (1954)
- Mord? (1955)
- Trapets (1956)
- Revansch (1961)
- Barabbas (1962)
- Elvis - vildast i västern (1968)

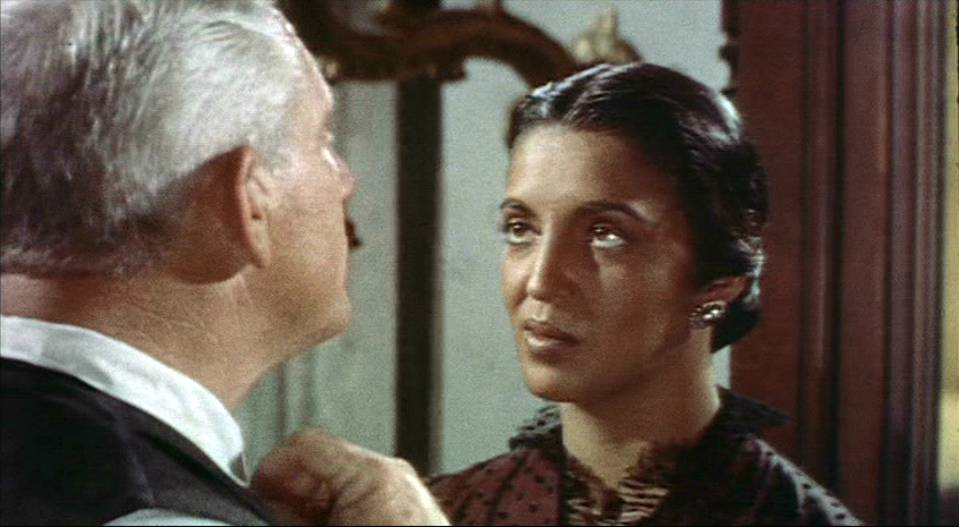
Katy Jurado i trailern till Den brutna lansen (1954).

- Pat Garrett och Billy the Kid (1973)
- Under vulkanen (1984)